# فارفاسينا (إليا)
فارفاسينا (Βαρβάσαινα) هي مدينة في إليا في مقاطعة كينتريكي إلادا في اليونان.
يبلغ عدد سكانها حوالي 1132 نسمة.